# Коц-Готліб Христина Валеріївна
Христина Вале́ріївна Коц-Го́тліб (нар. 2 травня 1983, Донецьк, Україна) — українська фотомодель і співачка. Колишня солістка гурту «ВІА Гра» (2006 році). З 2017 по 2020 роки- солістка гурту «Queens»

## Біографія
Христина Коц-Готліб народилася 2 травня 1983 року в місті Донецьк. Перша дитина в сім'ї, має молодшу сестру Надію (нар. 19 квітня 1986 року). Її батько - поволзький німець, зайнятий вугільною промисловістю. Мати Світлана Олександрівна. З дитинства займалася танцями, художньою гімнастикою і стала майстром спорту. Коли Христині було 15 років, вона перемогла в міському конкурсі краси і таланту. Після закінчення школи Христина стала студенткою  Донецького національного університету економіки і торгівлі імені  Михайла Туган-Барановського, факультет "Міжнародна економіка". Потім здобула другу вищу освіту в Київський національний університет імені Тараса Шевченка, факультет "Правознавства".
Будучи студенткою економічного вузу, Крістіна стала брати участь в конкурсах краси, де завоювала численні титули. Серед них: «Міс Донбас-2003», номінація «Міс Донецьк»; «Міс Донбас 2004», номінація «Віце-міс Десятиліття»; «Miss international Black Sea 2003». Модельна кар'єра розвивалася так само стрімко. Христина брала участь у фестивалі моди «Moda-Lux-2004» в «Донбас Паласі», працювала в дефіле від бутиків «Пані & мода», «Mexx», в дефіле Діани Дорожкіної. Знімалася в програмі «Що новенького» телеканалу «12 канал» від різних бутиків
. Закінчила ДонНУЕТ з відзнакою, виконала програму майстра спорту з художньої гімнастики, отримала відмінний диплом магістра міжнародної економіки. Після закінчення почала активно займатися вокалом, хореографією, брала уроки акторської майстерності

## Кар'єра

### ВІА Гра
В кінці 2005 року з групи «ВІА Гра» йде  Надія Грановська. Продюсери групи влаштовують кастинг, який Христина успішно проходить. Там же продюсери укладають контракт з Христиною на п'ять років. У січні 2006 року «ВІА Гра» постала в оновленому складі: Віра Брежнєва,  Альбіна Джанабаєва і Христина Коц-Готліб. У лютому 2006 року тріо знімає дебютний для Христини кліп на пісню «Обмани, но останься». Перший виступ Христини в складі групи відбулося в Києві 24 березня в клубі «Оазис».  В оновленому складі група знялася у фотосесії для травневого номера чоловічого журналу «XXL». У квітні 2006 року дівчина покидає колектив.
У 2010 році Христину запросили взяти участь на ювілейному концерті екс-гурту. Однак, незважаючи на довгі вмовляння продюсерів і учасниць, Христина відмовилася.

### Міс Україна Всесвіт 2009
У 2009 році Христина брала участь в конкурсі «Міс Україна Всесвіт 2009». З 150 було відібрано 50 дівчат, з яких Саша Ніколаєнко, власниця конкурсу, відібрала 30 півфіналісток. 
Христина пройшла обидва етапи відбору і потрапила до фіналу. У фіналі глядачі вирішували долю учасниць. 10 кращих дівчат отримували право боротися за корону «Міс Україна Всесвіт 2009», якщо вони отримували максимальне число голосів Інтернет-спільноти. Решту добирали національний комітет «МУВ» і самі учасниці. Христина потрапила в п'ятірку кращих дівчат, отримавши близько 5 з половиною тисяч голосів публіки. Останнім випробуванням стало рішення журі, яке повинно було з 25 дівчат залишити 15 найкращих. До складу журі входили фотограф Дмитро Перетрутов і модельєр Анжела Лисиця, довгий час співпрацювали з групою ВІА Гра. 
Фінал конкурсу «Міс Україна Всесвіт 2009» відбувся в Києві 20 лютого в концерт-холі «FreeДом». Склад журі: ювелір Сергій Цюпко, видавець Ярослава Федорів, російські актори Сергій Жигунов та Світлана Світлична, власниця конкурсу «Міс Україна-Всесвіт» Олександра Ніколаєнко та син мільярдера Дональда Трампа - Ерік Трамп. Увійшовши в число 15 фіналісток, Христина здобула перемогу і отримала корону, стрічку, диплом, автомобіль «Мерседес-Бенц», трирічний контракт з «Міс Україна-Всесвіт», річну стипендію (5000 доларів в місяць), поїздку в Париж і право представляти Україну на конкурсі «Міс Всесвіт 2009».

### Міс Всесвіт 2009
Перемога в національному конкурсі дозволила Христині взяти участь в міжнародному конкурсі «Міс Всесвіт 2009». 
Фінал 58-го за рахунком конкурсу відбувся 23 серпня на Багамських островах в готелі Atlantis Paradise Island. Участь в конкурсі брали представниці 84 країн, але тільки 15 з них мали право поборотися у фіналі за гучний титул. Протягом трьох тижнів проходили етапи конкурсу: шоу національних костюмів, шоу бікіні, дефіле а вечірніх сукнях.
Для Шоу національних костюмів всі учасниці шиють костюми, ґрунтуючись на традиціях своєї країни. Христина Коц-Готліб постала у сукні «Лебідь» від київського дизайнера Сергія Єрмакова. Перемогу в конкурсі здобути не вдалося.

### Queens
У квітні 2017 року стало відомо про те, що група Queens, що складалася з Ольги Романовської, Санти Дімопулос та Тетяни Котової, змінила склад. В оновлений склад увійшли Крістіна і ще дві дівчини. Вперше в новому складі гурт виступив на Top Disco Pop.

### Сольна кар'єра
Після звільнення з групи поверненням в шоу-бізнес стало участь в зйомках кліпу  Богдана Титомира «Роби як я» в 2007 році. Христина провела кілька фотосесій у відомих фотографів. Христина повернулася до кар'єри моделі і стала обличчям агентства «KOLTSO model agency». На початку січня 2014 року випустила сольний відеокліп на пісню «Trust your heart». Режисером кліпу став Валентин Гросу.

## Дискографія

### Складі гурту Queens
| Рік  | Пісня                           | Склад       | Альбом      |
| ---- | ------------------------------- | ----------- | ----------- |
| 2018 | «Мой Король feat. Микола Басков |             | без альбому |
| 2019 | «Шифровальщик»                  | без альбому |             |

### Сольна кар'єра
| Рік  | Пісня              | Альбом       |
| ---- | ------------------ | ------------ |
| 2014 | «Trust your heart» | В очікуванні |

### Складі гурту ВІА Гра
| Рік  | Пісня                 | Склад                                     | Альбом  |
| ---- | --------------------- | ----------------------------------------- | ------- |
| 2006 | «Обмани, но останься» | В. Брежнєва, А. Джанабаєва, Х. Коц-Готліб | Поцелуи |

## Відеографія
| Рік                      | Кліп                             | Режисер                  | Альбом                   |
| В складі групи «ВіА Гра» | В складі групи «ВіА Гра»         | В складі групи «ВіА Гра» | В складі групи «ВіА Гра» |
| ------------------------ | -------------------------------- | ------------------------ | ------------------------ |
| 2006                     | «Обмани, но останься»            | Семен Горов              | Поцелуи                  |
| В складі групи Queens    |                                  |                          |                          |
| 2018                     | «Мой Король feat. Микола Басков» | Sergey Bakinski          | без альбому              |
| 2019                     | «Шифровальщик»                   | Евген Корчагин           | без альбому              |
| Сольна кар'єра           |                                  |                          |                          |
| 2014                     | «Trust your heart»               | Валентин Гросу           | В очікуванні             |
| В других виконавців      |                                  |                          |                          |
| 2007                     | «Делай как я» (Богдан Титомир)   | Володимир Лерт           | без альбому              |